# Sinacroneuria biocellata
Sinacroneuria biocellata és una espècie d'insecte plecòpter pertanyent a la família dels pèrlids.

## Etimologia
El seu nom científic fa referència a la presència de només dos ocels en aquesta espècie.

## Descripció
- Els adults tenen el cap amb una gran àrea de color marró fosc que cobreix els ocels, el pronot de color marró fosc amb rugositats disperses, les membranes de les ales transparents amb la nervadura marró, el segment del fèmur clar (tot i que lleugerament més fosc al llarg de la vora dorsal) i el de la tíbia marró.
- Les ales anteriors del mascle fan 16,5 mm de llargària.
- Ni la femella ni la larva no han estat encara descrites.[3]

## Hàbitat
En el seu estadi immadur és aquàtic i viu a l'aigua dolça, mentre que com a adult és terrestre i volador.

## Distribució geogràfica
Es troba a Àsia: Indoxina (el Vietnam).